# Herreria latifolia
Herreria latifolia är en sparrisväxtart som beskrevs av Robert Everard Woodson. Herreria latifolia ingår i släktet Herreria och familjen sparrisväxter. Inga underarter finns listade i Catalogue of Life.